# نشر هرمس
نشر کتاب هِرمِس یکی از شرکت‌های انتشار کتاب در ایران است. این انتشارات، تا سال ۱۳۸۸، ۴۳۳ عنوان کتاب چاپ و منتشر و ۷ جایزهٔ کتاب سال را از آن خود کرده‌است.

## مدیریت
تا سال ۱۳۹۸، مدیریت نشر هرمس را لطف‌الله ساغروانی بر عهده داشت. در تیر ۱۳۹۸، سعید دمیرچی جایگزین او شد.
در مهر ۱۴۰۰، مرتضی کاردر مدیرعامل هرمس شد.

## برخی از کتابهای نشر هرمس
- ععد عتیق (۴ جلد) و عهد جدید، پیروز سیار (مترجم)
- جوشش و کوشش در شعر فارسی، علی موسوی گرمارودی
- سه تفنگدار، الکساندر دوما، ترجمه محمدطاهر میرزا اسکندری
- دوره زبان شناسی عمومی، فردیناند دو سوسور، ترجمه کوروش صفوی
- فیل در تاریکی، قاسم هاشمی نژاد
- مصحف صنعاء ۱ و مسئلهٔ خاستگاه قرآن، محسن گودرزی و بهنام صادقی، مرتضی کریمی‌نیا (مترجم)
- دیدار ناگهان: زندگینامهٔ خودنوشت، مارتین بوبر، سید حسین مرکبی (مترجم)